# Пирогово (селище, Митищинський міський округ)
Пирого́во (рос. Пирогово) — селище у складі Митищинського міського округу Московської області, Росія.

## Населення
Населення — 423 особи (2010; 0 у 2002).